# 慶富造船
慶富造船公司是由建造鋼殼漁船肇始的，目前事業版圖除造船外，還經營漁業、油輪營運、進出口漁產貿易、衛星資訊及摩托車製造業等，此外該公司並以子公司慶陽海洋企業的名義標得國立海洋科技博物館29年的特許經營權。

## 概述

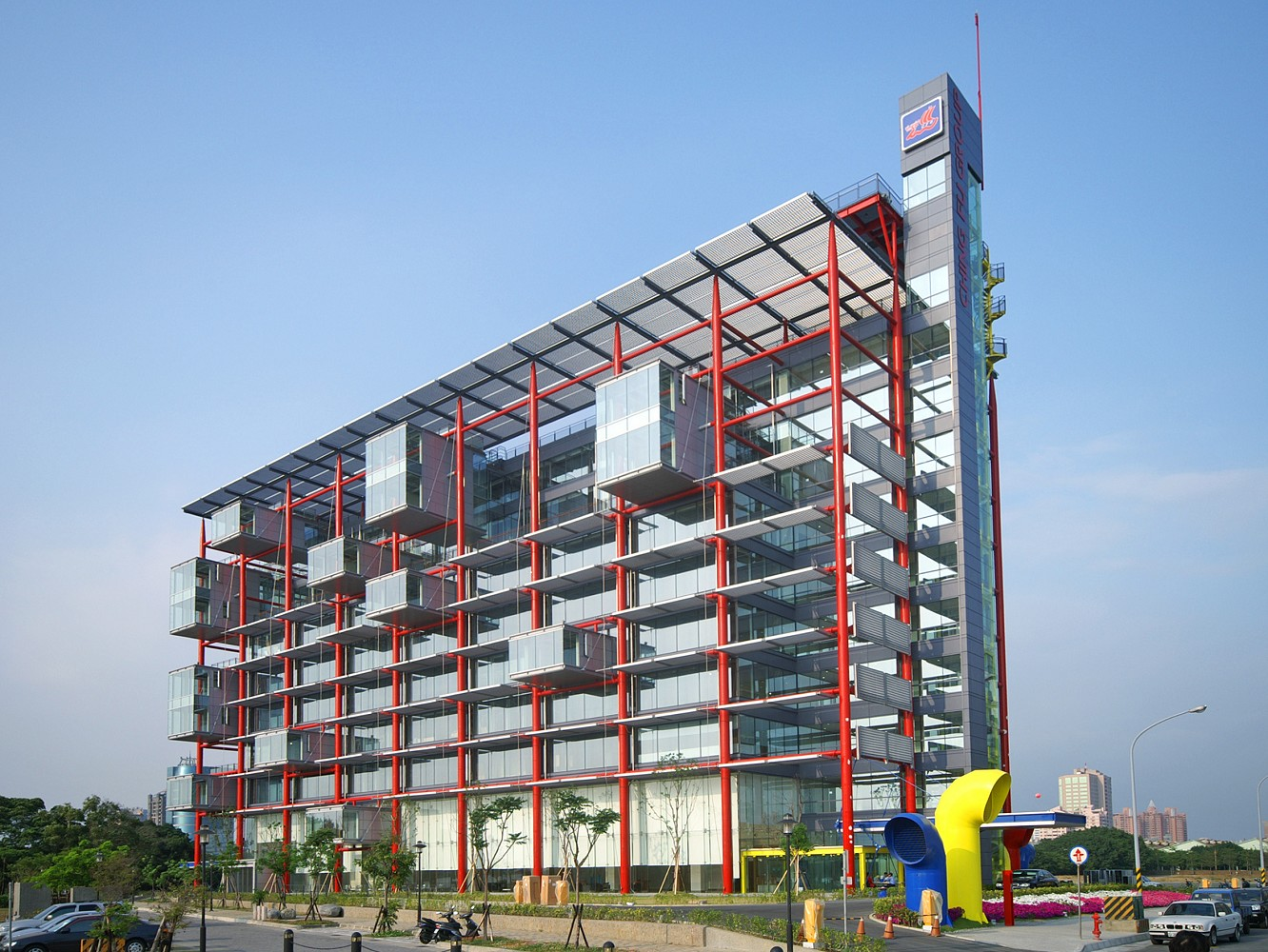
位於高雄軟體園區的慶富企業總部

慶富集團早期以陳水來所創的豐國造船廠起家，後來除造船本業外，其他重要的轉投資還包括光陽工業等；而集團旗下的豐國及豐祥漁業所共同經營聯合船隊的圍網漁船數量，約佔台灣圍網漁船總數的三分之一。公司位於高雄市旗津區，佔地約一萬平方米。由陳慶男先生創立於1989年，是台灣首家能夠建造國際標準之油品輪、商船、研究船、軍艦、大型船及各式不同用途之船舶民營造船廠。公司於2002年年初，集團重組並將陳慶男的父親陳水來於1965年成立的豐國造船公司納入經營，將豐國造船與慶富造船的管理組織融合在同一集團下。 

## 標案
2011年，慶富造船取得衛武營國家藝術文化中心榕樹廣場曲面鋼板表皮工程，金額新台幣2.7億元。
2012年5月，慶富造船以子公司慶陽海洋企業的名義參與國立海洋科技博物館OT模式，特許時間為29年。